# 日本国憲法第56条
日本国憲法 第56条（にほんこく（にっぽんこく）けんぽう だい56じょう）は、日本国憲法の第4章にある条文で、議院の定足数、表決について規定している。

## 条文
日本国憲法、e-Gov法令検索。

第五十六条
1. 両議院は、各々その総議員の三分の一以上の出席がなければ、議事を開き議決することができない。
2. 両議院の議事は、この憲法に特別の定のある場合を除いては、出席議員の過半数でこれを決し、可否同数のときは、議長の決するところによる。

## 解説
厳しい定足数では、緊急時に議会の開催が困難になるので「三分の一以上の出席」とした。大日本帝国憲法下の帝国議会でも、同様の規定が存在し、これを継承している（旧憲法46条）。なお、ここで規定しているのは本会議に関するものであって、委員会の定足数を定めたものではない。

### 定足数
ここでいう定足数は、議決要件のみならず、有効に会議を開く要件としての定足数を採用している。

### 総議員
学説上法定議員数説と現在議員数説とがあるが、国会の先例は法定議員数説を採用している。したがって、衆議院の定足数は159人、参議院の定足数は81人となる。
法定議員数説を採用することが通説となっている理由として、「3分の1以上」と緩い規定であるので「総議員」の解釈は厳格にするべきであるとか、現在議員数説によると常に定足数が変動するので法的安定性に欠くという問題があるということが理由として説かれている。
2項でいう、「この憲法に特別の定のある場合」として、55条の議員の資格喪失の裁判の決定、57条1項の秘密会の議決、58条2項の議員の除名の決定、59条2項の法律案の衆議院の再議決については出席議員の3分の2以上の多数による賛成、96条1項の憲法改正の発議について総議員の3分の2以上の賛成が定められている。

## 沿革

### 大日本帝国憲法
東京法律研究会 p.10

第四十六條兩議院ハ各々其ノ總議員三分ノ一以上出席スルニ非サレハ議事ヲ開キ議決ヲ爲スコトヲ得ス
第四十七條兩議院ノ議事ハ過半數ヲ以テ決ス可否同數ナルトキハ議長ノ決スル所ニ依ル

### GHQ草案
「GHQ草案」、国立国会図書館「日本国憲法の誕生」。

#### 日本語
第五十条議事ヲ行フニ必要ナル定足数ハ議員全員ノ三分ノ一ヨリ少カラサル数トス此ノ憲法ニ規定スル場合ヲ除クノ外国会ノ行為ハ凡ヘテ出席議員ノ多数決ニ依ルヘシ可否同数ナルトキハ議長ノ決スル所ニ依ル

#### 英語
Article L.A quorum to transact business shall consist of not less than one-third of all the members. Except as otherwise provided herein all actions of the Diet shall be by majority vote of those present. In case of a tie the presiding officer shall cast the deciding vote.

### 憲法改正草案要綱
「憲法改正草案要綱」、国立国会図書館「日本国憲法の誕生」。

第五十一
両議院ハ各々其ノ総員三分ノ一以上出席スルニ非ザレバ議事ヲ開キ議決ヲ為スコトヲ得ザルコト
両議院ノ議事ハ此ノ憲法ニ特例ヲ定メタル場合ヲ除クノ外出席議員ノ過半数ヲ以テ之ヲ決シ可否同数ナルトキハ議長ノ決スル所ニ依ルコト

### 憲法改正草案
「憲法改正草案」、国立国会図書館「日本国憲法の誕生」。

第五十二条
両議院は、各々その総議員の三分の一以上の出席がなければ、議事を開き議決することができない。
両議院の議事は、この憲法に特別の定のある場合を除いては、出席議員の過半数でこれを決し、可否同数のときは、議長の決するところによる。